# Proteaszóma

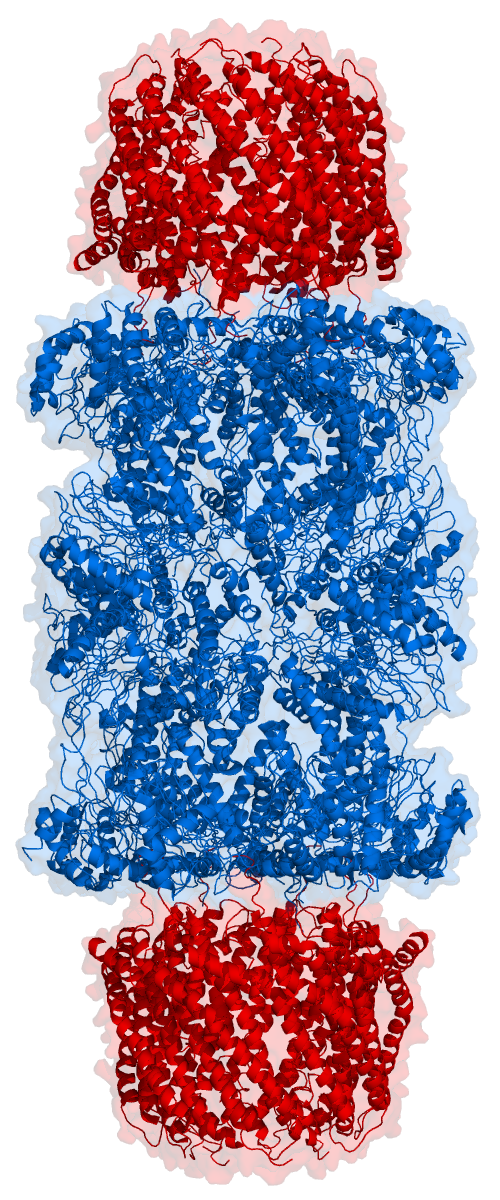
Az proteaszóma. Aktív helyei a hengerben (kék) vannak. A szabályzó részecskék (piros, itt 11S) szabályozzák a bemenetet a fehérjebontás helyére.

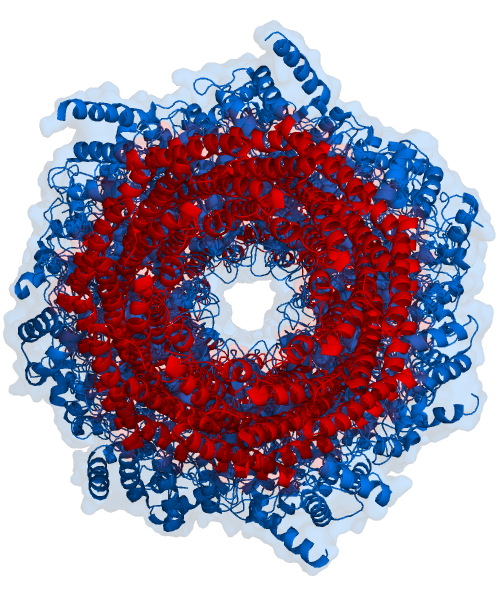
Az 1fnt proteaszóma felülnézete.

A proteaszómák szükségtelen vagy hibás fehérjéket peptidkötést bontó proteolízissel bontó fehérjekomplexek. Az e reakciókat segítő enzimek a proteázok.
A proteaszómák a sejtek fehérjekoncentráció-szabályzó és hibásfehérje-bontó mechanizmusát alkotják. A lebontásra jelölt fehérjékre ubikvitin kerül. E reakciót az ubikvitin-ligázok katalizálják. A fehérjére kerülő első ubikvitin jelzi a többi ligáznak, hogy további ubikvitineket helyezzen el a fehérjére. Így poliubikvitin-lánc jön létre, melyet megköt a proteaszóma, lehetővé téve a jelölt fehérje lebontását. Ez 7–8 aminosavas peptideket hoz létre, melyek tovább bonthatók rövidebb aminosav-sorozatokra, illetve felhasználhatók új fehérjék szintézisére.
A proteaszómák minden eukariótában és archeában, valamint néhány baktériumban megtalálhatók. Az eukariótákban a sejtmagban és a citoplazmában is találhatók proteaszómák.
A proteaszóma hengeres komplex 4 egymásra illesztett gyűrűből álló központi pórust tartalmazó maggal. Minden gyűrű 7 fehérjéből áll. A két belső gyűrű 7 β-alegységből áll, 3–7 proteáz aktív helyével. Ezek a gyűrűk belső felszínén találhatók, így a célfehérjének előbb a központi pórusba kell kerülnie lebontás előtt. A két külső gyűrű 7 α-alegységből áll, melyek kaput képeznek, melyen keresztül a hengerbe kerülnek a fehérjék. Ezen alegységeket a szabályzó elemekhez való kötés irányítja, melyek a poliubikvitin-jelet ismerik fel a fehérjeszubsztrátokban, és elindítják a bontást. Az ubikvitináció és proteaszomális bontás rendszere az ubikvitin-proteaszóma rendszer.
A proteaszomális bomlás a sejtben sok folyamathoz szükséges, például a sejtciklushoz, a génexpresszió szabályzásához és az oxidatív stresszre adott válaszokhoz. Fontosságát 2004-ben kémiai Nobel-díjjal ismerték el, melyet Aaron Ciechanover, Avram Hersko és Irwin Rose kapott.

## Felfedezés
Az ubikvitin-proteaszóma rendszer felfedezése előtt a fehérjebontást főleg a membránnal határolt, savakkal és az exogén fehérjéket és az idős vagy sérült sejtszervecskéket lebontó és újrahasznosító proteázokkal rendelkező lizoszómáknak tulajdonították. Azonban Joseph Etlinger és Alfred L. Goldberg lizoszómák nélküli retikulocitákban történő ATP-dependens fehérjebontásról szóló 1977-es munkája egy másik sejten belüli bontási mechanizmus jelenlétét feltételezte. Erről 1978-ban kimutatták, hogy több különböző fehérjeláncból áll, mely újdonságnak számított az akkor ismert proteázok közt. A hisztonok módosításáról szóló későbbi munkákban kovalens hisztonmódosításról számoltak be a hiszton lizinje és az akkor nem ismert funkciójú ubikvitin glicinje közt. 2005-ben felfedezték, hogy egy korábban proteolízissel összefüggőnek tekintett fehérje, az ATP-dependens proteolízis-faktor 1 (APF-1) azonos az ubikvitinnel. E rendszer proteolitikus aktivitását többfehérjés komplexként azonosították, melyet eredetileg Sherwin Wilk és Marion Orlowski multikatalitikus proteinázkomplexnek nevezett. Később felfedezték az ATP-dependens proteolitikus komplexet, mely az ubikvitindependens fehérjebontásért felel, és elnevezték 26S proteaszómának.
Az ubikvitin-proteaszóma rendszer felfedezését lehetővé tevő munka nagy része az 1970-es évek végén és az 1980-as évek elején történt a Technionban Avram Hersko laboratóriumában, ahol Aaron Ciechanover hallgatóként dolgozott. Több éves munkássága Irwin Rose laboratóriumában a Fox Chase Rákközpontban fontos információkat nyújtott, azonban Rose később a felfedezésében játszott szerepét kisebbnek gondolta. Hármuk megosztva kapta a 2004-es kémiai Nobel-díjat a rendszer felfedezéséért.
Bár elektron-mikroszkópiai adatok a proteaszómák halmozott gyűrűs szerkezetét az 1980-as évek közepén igazolták, a proteaszómamag szerkezetét röntgenkrisztallográfiai úton csak 1994-ben határozták meg. 2018-ban a humán 26S proteaszóma holoenzim és a poliubikvitinált fehérjeszubsztrát rendszerének szerkezetét krioelektron-mikroszkópia révén határozták meg, felfedve a szubsztrát felismerésének, dezubikvitilációjának és bontásának módját.

## Szerkezet és elrendezés

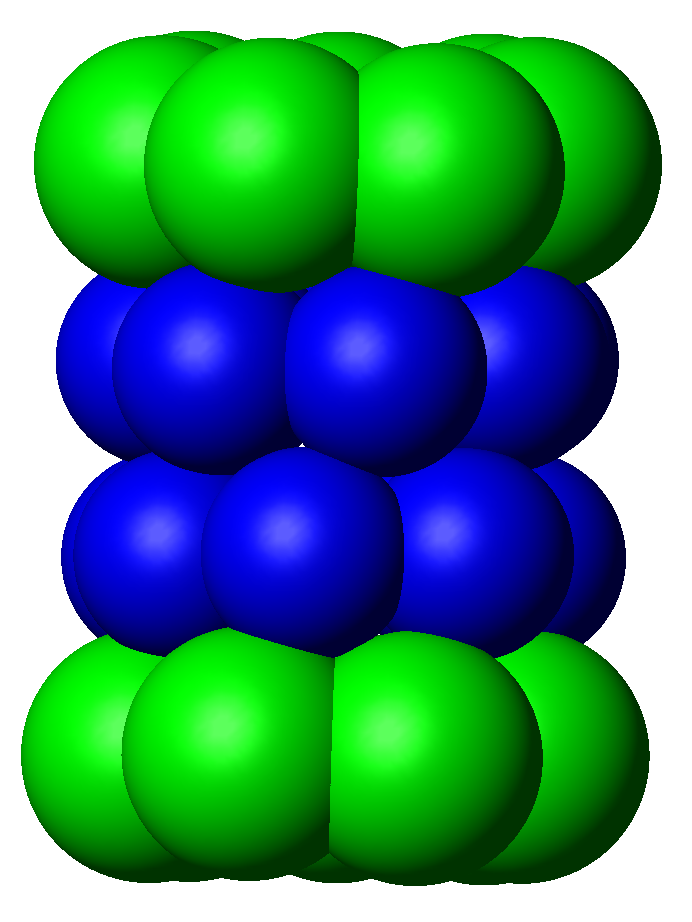
A 20S proteaszóma szerkezete oldalnézetből. Az α-alegységek zölddel, a β-alegységek kékkel jelölve.

A proteaszóma részeit gyakran Svedberg-szedimentációsegyütthatója (S) alapján nevezik. A leggyakoribb proteaszóma emlősökben a citoszol-26S proteaszóma, melynek molekulatömege mintegy 2000 kDa, egy 20S fehérje- és két 19S szabályzóegységgel. Magja üreges, a fehérjebontáshoz zárt helyet biztosít, a mag két végén lévő nyílások lehetővé teszik a fehérje bekerülését. A mag részei egy több ATPáz-aktív- és ubikvitinkötő hellyel rendelkező 19S szabályzóegységgel asszociálnak, ez teszi lehetővé a poliubikvitinált fehérjék felismerését és katalitikus magba kerülését. A szabályzóegység alternatív formája a 11S részecske, mely a 19S-hez hasonlóan asszociálhat a maggal, és idegen, például vírusfertőzéskor keletkező peptidek bontásában lehet fontos.

### 20S-mag
A 20S-mag alegységeinek száma és diverzitása fajfüggő, többsejtű élőlényekben több különböző és specializált egység van, mint egysejtűekben, és több van eukariótákban, mint prokariótákban. Minden 20S-részecske 4 heptamer gyűrűből áll, melyek két alegységből állnak, az α-egységek szerkezetiek, a β-egységek elsősorban katalitikusak. Az α-egységek az β-egységekkel homológ pszeudoenzimek. A β-egységekkel szomszédosan N-terminálisan vannak összekötve. A két külső gyűrű 7 α-alegységet tartalmaz, melyek a szabályzórészecskék kapcsolódoménjei, az α-egységek N-terminusai (Pfam PF10584) a szubsztrát szabályozatlan bekerülését akadályozó kaput alkotnak. A két belső gyűrű 7 β-alegységből áll, és N-terminusaikban proteázok aktív helyei vannak, melyek a proteolízist végzik. Három eltérő katalitikus aktivitást azonosítottak a tiszta komplexben: chimotripszin-, tripszinszerűt és peptidilglutamilpeptid-hidrolitikust. A proteaszóma mérete viszonylag állandó, körülbelül 150 × 115 Å. A belső kamra legfeljebb 53 Å széles, de a bejárat akár 13 Å is lehet, így a szubsztrátok szerkezeteinek feltehetően legalább részben fel kell bomlaniuk a bemenethez.
Az archeákban, például a Thermoplasma acidophilumban minden α- és minden β-alegység azonos egymással, míg az eukariótákéi, például az élesztőéi az egyes alegységekből 7 eltérő típust tartalmaz. Emlősökben a β1, a β2 és a β5 egységek katalitikusak, és bár mechanizmusuk azonos, szubsztrátspecificitásuk eltér – chimotripszin-, tripszinszerű és peptidilglutamilpeptid-hidrolitikus (PHGH). A β1i, β2i és β5i alternatív β-formákat expresszálhatják vérképző sejtek proinflammatiós sejtjelzésekre, például citokinekre, különösen a γ-interferonra válaszul. Az ezen alternatív egységekkel rendelkező proteaszóma az immunproteaszóma, melynek szubsztrátspecificitása eltér a normálistól. 2016-ban az α3 magrész nélküli alternatív proteaszómát azonosítottak humán sejtekben. Ezek az α4–α4 proteaszómák a hiányzó α3 egység helyén α4 egységet tartalmaznak. Ezek létét korábban igazolták élesztőben. Pontos működésük nagyrészt ismeretlen, de az ezeket tartalmazó sejtek jobban ellenállnak a mérgező fémeknek, például a kadmiumnak.

### 19S-szabályzórészecske
A 19S részecske eukariótákban 19 különböző fehérjéből áll, és két részből áll, az egyik egy közvetlenül a 20S maghoz kötő 9 alegységes alap, a másik 10 alegységes fedő. 6 alapfehérje az AAA családba tartozó ATPázalegység, homológjuk, a proteaszómaaktiváló nukleotidáz (PAN) megtalálható archeákban. A 19S és 20S részecskék asszociációja az ATP 19S-ATPázokhoz kötését igényli, az ATP-hidrolízis a szerkezettel rendelkező ubikvitinált fehérjék bontásához szükséges. Csak a szubsztrátszerkezet felbontása igényel ATP-hidrolízisből energiát, a többi lépéshez (például komplexképzés, kapunyitás, transzlokáció, proteolízis) elegendő kizárólag az ATP-kötés. Az ATP kötése az ATPázokhoz önmagában a szerkezet nélküli fehérjék gyors lebontását segíti. Azonban míg az ATP-hidrolízis csak a szerkezetbontáshoz kell, nem ismert, hogy ezt az energiát felhasználja-e a proteaszóma e lépések bármelyikében.

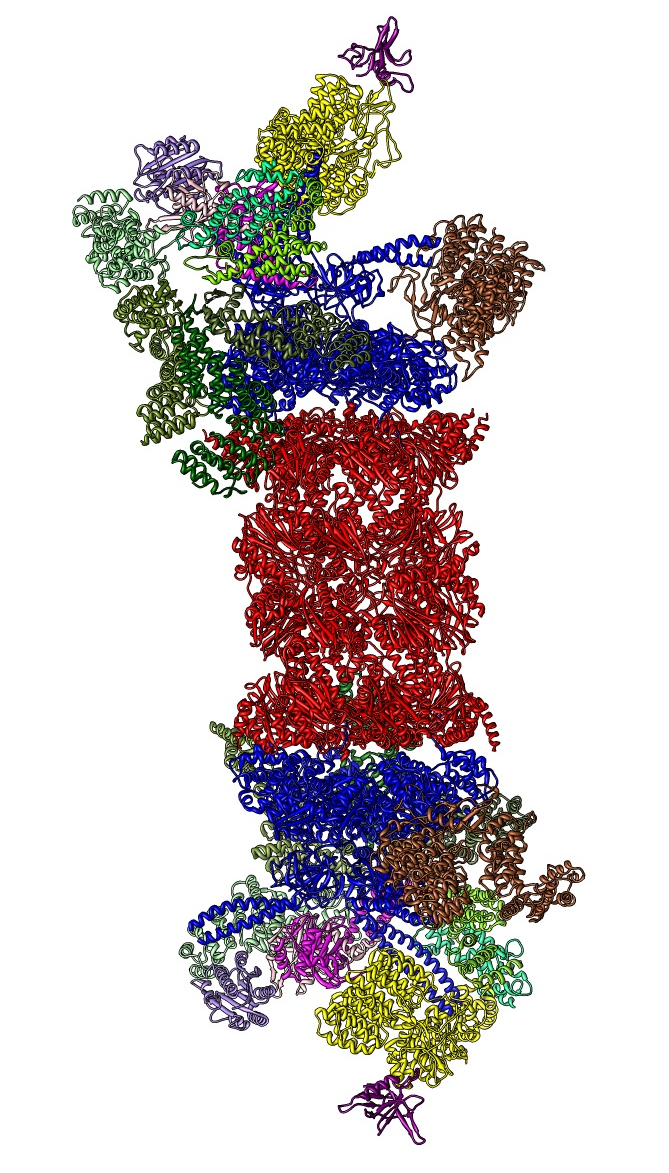
A 26S proteaszóma ábrázolása

2012-ben két független kutatás a 26S proteaszóma szerkezetét egyrészecskés elektronmikroszkópiával határozta meg. 2016-ban három független kutatás először határozta meg a humán 26S proteaszóma közel atomi felbontású szerkezetét szubsztrát nélkül krioelektron-mikroszkópiával. 2018-ban egy kutatásban kiderítették a dezubikvitiláció, a transzlokáció-iniciáció és a processzív szerkezetbontás mechanizmusát 7 szubsztráttal rendelkező 26S proteaszóma szerkezete révén. A 19S-ben a 20S-sel szomszédosan vannak az AAA-ATPázok, melyek Rpt1/Rpt2/Rpt6/Rpt3/Rpt4/Rpt5 sorrendben heterohexamert alkotnak. Ez az Rpt1/Rpt2, Rpt6/Rpt3 és Rpt4/Rpt5 dimerek trimerje, mely N-terminális szerkezeteik mentén jön létre. Ezek a hexamer gyűrűből kiemelkednek. A legnagyobb szabályzó nem ATPázok az Rpn1 és Rpn2, melyek az Rpt1/2, illetve az Rpt6/3 fehérjékhez kötnek. Az ubikvitinreceptor Rpn13 az Rpn2-höz köt, lezárva ezt az alkomplexet. A fedő az AAA-ATPáz-hexamer egyik felét (Rpt6/3/4) fedi le, és közvetlenül érintkezik a 20S-sel az Rpn6 és kisebb mértékben az Rpn5 révén. Az Rpn9, Rpn5, Rpn6, Rpn7, Rpn3 és Rpn12 szerkezetileg egymáshoz és a COP9 szignaloszóma és az eukarióta iniciációs faktor 3 egységeihez kötnek, melyek az Rpn8/11 heterodimert körülzáró patkószerkezetben állnak össze. Az Rpn11, a dezubikvitináló enzim az AAA-ATPáz hexamer nyílásán van, lehetővé téve a szubsztrátokról az ubikvitin eltávolítását bekerülésük előtt. Az Rpn10 a fedő perifériáján, az Rpn8 és Rpn9 mellett van.

### A 19S konformációs változásai
A 19S szabályzórészecskét a 26S proteaszóma holoenzimjében szubsztrát nélkül 6 erősen eltérő konformációs állapotban azonosították. Az alacsony energiájú AAA-ATPáz-konfigurációban a domének lépcsőzetesen vagy alátétszerűen találhatók. ATP jelenlétében szubsztrát nélkül 3 alternatív, kevésbé gyakori konformáció jelenik meg, melyek elsősorban a fedél elhelyezkedésében térnek el az AAA-ATPáz-modulhoz viszonyítva. ATP-γS vagy szubsztrát jelenlétében sokkal több konfiguráció ismert az AAA-ATPáz jelentős szerkezeti változásaival. Egyes szubsztrátkötött változatok hasonlítanak a szubsztrátmentesekhez, de nem azonosak, különösen az AAA-ATPázban. A 26S létrejötte előtt megfigyelték a szabad 19S szabályzórészecskét 7 konformációs állapotban. Ezek kissé eltérnek, és jellemzőik is eltérnek. Így a 19S legalább 20 konformációs állapotot mutathat eltérő fiziológiai körülmények közt.

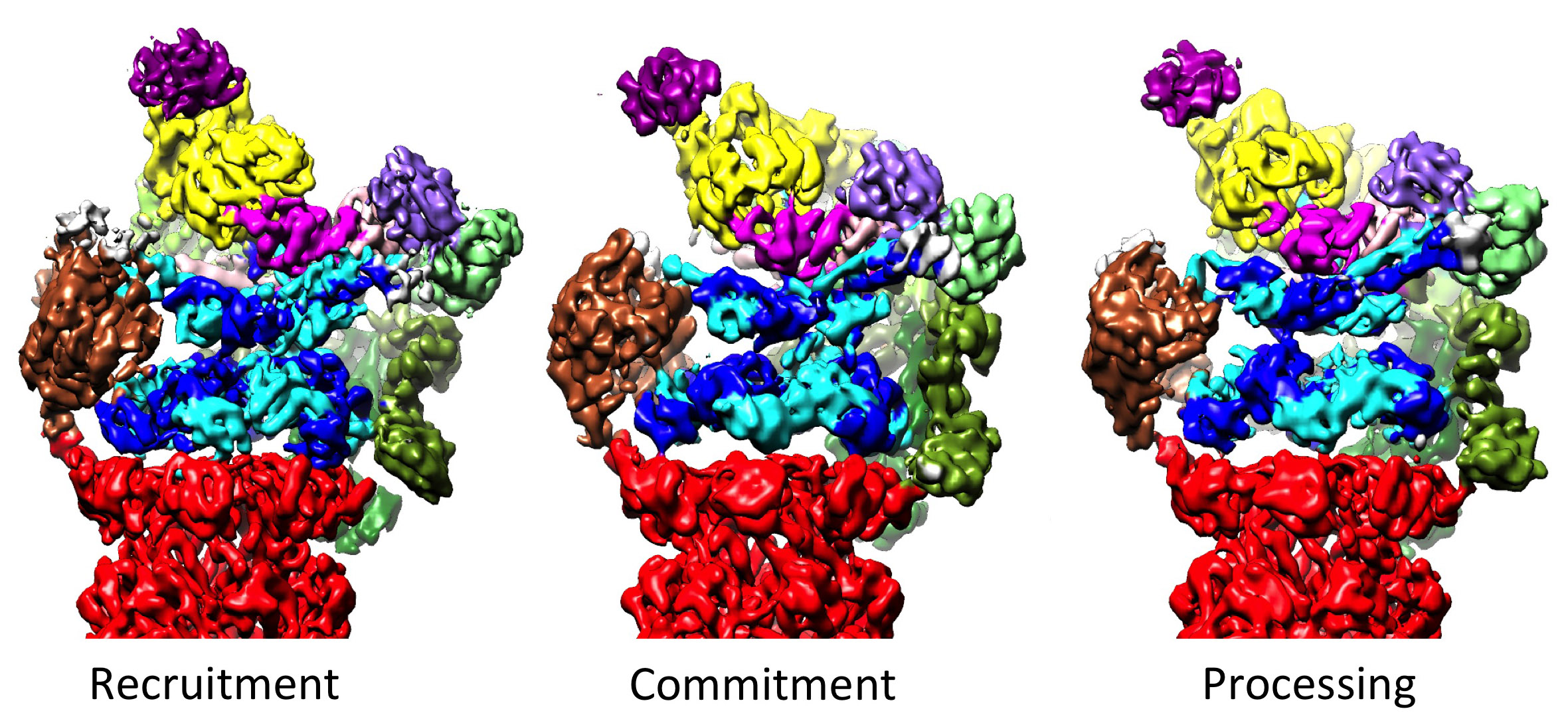
A 26S három különböző állapota. Ezek feltehetően a szubsztrát aktiválásáért, irreverzibilis szerkezetbontásáért és magba kerüléséért felel.

### A 20S szabályzása a 19S által
A 19S szabályzórész felel a 20S fehérjebontásának stimulálásáért. A 19S szabályzó ATPázainak elsődleges funkciója a 20S kapujának nyitása, mely akadályozza a szubsztrátok bekerülését. A proteaszóma-ATPáz kapunyitási mechanizmusát 2007-ben igazolták. A 20S-kapunyitás, így a szubsztrátbontás is, a proteaszóma-ATPázok C-terminusait igényli, melyek speciális HbYX motívumot tartalmaznak. Ezek a 20S tetején lévő üregekbe kötnek, és az ATPázt a 20S proteolitikus komplexbe rögzítik, összekötve a szubsztrátszerkezet-bontó szerkezetet a 20S bontószerkezetével. Maga e kötés a kulcshoz hasonlóan nyitja a 20S kapuját. Ennek pontos mechanizmusa a humán 26S proteaszómánál közel atomi felbontásban ismert, így feltehetően az Rpt1/2/3/5/6 ATPázalegység C-terminusainak a 20S felszínébe való kötése kell a teljes nyitáshoz.

### További szabályzórészecskék
A 20S proteaszómák asszociálhatnak a 11S szabályzórészecskével is, ez ATPáz nélküli heptamer, mely rövid peptidek bontását segítheti, de teljes fehérjékéit nem. Feltehetően ennek oka a nagyobb szubsztrátok szerkezetének bontására való képesség hiánya. Ezt nevezik PA28-nak, REG-nek vagy PA26-nak is. Az alegységek C-terminusához való kötés és az α-gyűrű konformációs változása a 20S-kapu nyitásához hasonló a 19S-éhez. A 11S expresszióját a γ-interferon indukálja, és a fő hisztokompatibilitási komplexhez kötni képes peptideket hoz létre.
További nem ATPáz szabályzórészecske a Blm10 (élesztő) vagy a PA200/PSME4 (ember). A 20S-kapuban 1 α-egységet nyit, és kupolává hajlik kis pórussal felette.

## Keletkezés
A proteaszóma keletkezése összetett az aktív komplexhez szükséges alegységek száma miatt. A β-egységek N-terminális propeptidekből jönnek létre, melyek poszttranszlációsan módosulnak a 20S összeállásakor a proteolitikus aktív hely felszínre kerüléséhez. A 20S két félproteaszómából áll, melyekben 7 tagú pro-β gyűrű kapcsolódik 7 tagú α-gyűrűhöz. A félproteaszómák β-gyűrűinek összeállása a propeptidek treonindependens autolízisét okozza, megmutatva az aktív helyet. E β-kölcsönhatásokat szupramolekuláris sóhidak és az α-hélixek közti hidrofób kölcsönhatások mediálják, melyek mutációi csökkentik a proteaszóma összeállási képességét. A félproteaszómák összeállását az α-alegységek heptamerizálódása indítja, mely a megfelelő pro-β-gyűrűhöz alkot sablont. Az α-alegységek összeállását nem jellemezték.
2009-ig a 19S szabályzórészecske létrejöttének folyamatának nagy része ismert. A 19S két önálló alkomponensként (alap, fedő) jön létre. Az alap összeállását 4 chaperon (S5b, p27, PAAF1 és gankirin) könnyítik. Ezek az AAA-ATPázokhoz kötnek, fő működésük feltehetően a heterohexamer AAA-ATPáz-gyűrű megfelelő összeállásának biztosítása. Még nem ismert, hogy az alap függetlenül jön-e létre, hogy ennek sablonja-e a 20S mag, és hogy van-e alternatív összeállási út. A 4 chaperon mellett a dezubikvitináló Usp14 is segíti az alap összeállását, de nem szükséges. A fedő ettől függetlenül meghatározott sorrendben áll össze chaperon nélkül.

## Fehérjebontó folyamat

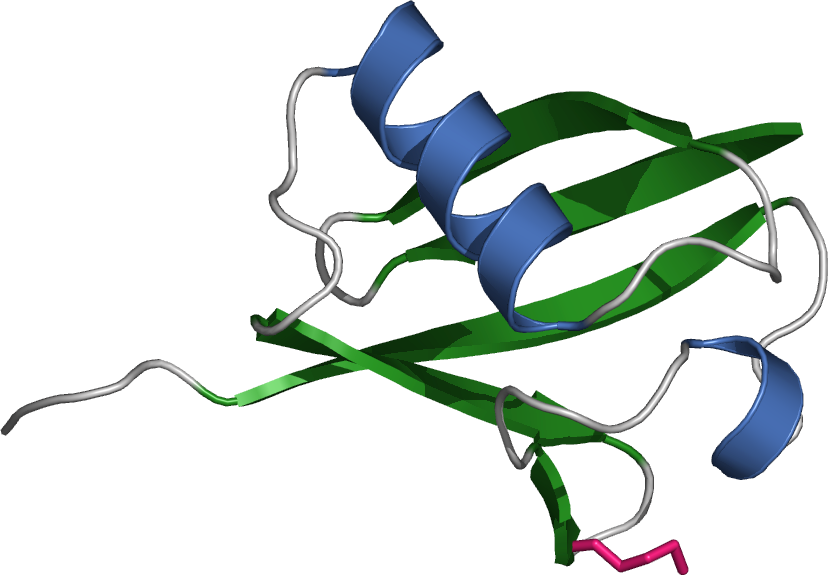
A proteaszóma által lebontandó fehérjéket jelölő ubikvitin szalagdiagramja

### Ubikvitináció és célzás
A fehérjék proteaszóma általi bontása egy lizin kovalens módosításával történik, melyhez 3 enzim koordinált reakciója szükséges. Először egy ubikvitinaktiváló enzim (E1) hidrolizálja az ATP-t és ubikvitint adenilál. Ez ezután az E1 aktív helyen lévő ciszteinjére kerül egy második ubikvitin adenililációjával együtt. Ezután ez az ubikvitinkonjugáló enzim (E2) ciszteinjére kerül. Végül egy erősen diverz enzimosztály, az ubikvitin-ligázok egy tagja (E3) felismeri az ubikvitinálandó fehérjét, és katalizálja az ubikvitin átvitelét az E2-ről a célfehérjére. A célfehérje legalább 4 ubikvitinnel jelölendő, hogy a proteaszóma felismerje. It is therefore the E3 that confers substrate specificity to this system. Az E1, E2 és E3 fehérjék száma fajtól és sejttípustól függ, de több különböző E3 enzim van emberben, ami azt jelenti, hogy az ubikvitin-proteaszóma rendszernek sok célpontja van.
A poliubikvitinált fehérje proteaszómához kerülésének mechanizmusa nem teljesen ismert. A poliubikvitinált fehérjéhez kötött proteaszómáról szóló néhány nagy felbontású pillanatkép alapján az ubikvitinreceptorok feltehetően az Rpn11 dezubikvitinázzal vannak koordinálva a kezdeti szubsztrátcélzáshoz és -bevitelhez. Az ubikvitinreceptorokon N-terminális ubikvitinszerű (UBL) és egy vagy több ubikvitinasszociált (UBA) domén van. Az UBL doméneket a 19S szabályzóegységek felismerik, az UBA-k háromhélixes kötéssel kötnek ubikvitint. E receptorok segíthetik a poliubikvitinált fehérjéket a proteaszómához, de ennek módja nem ismert.
Az ubikvitin 76 aminosavból áll, neve onnan ered, hogy mindenhol jelen van erősen állandósult szekvenciája miatt, és minden ismert eukariótában megtalálható. Az ubikvitint kódoló gének az eukariótákban tandem ismétlődésekben vannak, feltehetően e gének erős transzkripciós igényei miatt a sejtnek az elegendő ubikvitin termeléséhez. Feltehetően az ubikvitin az egyik leglassabban változó fehérje. Az ubikvitin 7 lizint tartalmaz, melyhez további ubikvitin csatlakozhat, különböző poliubikvitin-láncokat alkotva. Az előző ubikvitin 48. lizinjéhez kötött ubikvitint tartalmazó fehérjék fontosak a proteaszómás bontásban, a többi lánctípusok más folyamatokban lehetnek fontosak.

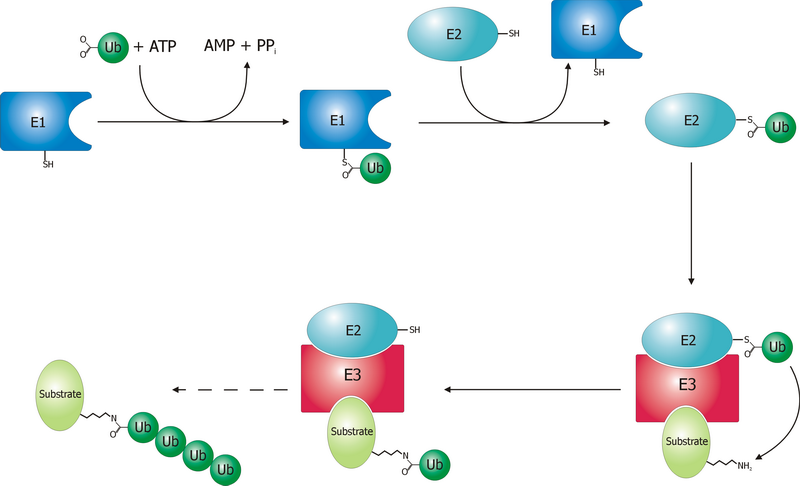
Ubikvitináció

### Dezubikvitiláció
A proteaszomális bontásra jelölt fehérje ubikvitinjeit általában a 3 proteaszómaasszociált dezubikvitáló enzim (DUB) egyike, az Rpn11, az USP14 vagy az UCH37 eltávolítja, újrahasznosítva az ubikvitint, és az ubikvitinszintet fenntartva. Az Rpn11 a 19S belső, sztöchiometriai alegysége, és a 26S proteaszómához szükséges. DUB-aktivitása a monomer formájáénál nagyobb. Ubikvitineltávolító módszerét az EB konformációjú proteaszómában figyelték meg. Ez megmutatja, hogy a DUB-aktivitás az AAA-ATPáz általi szubsztrátfelismeréssel összefügg. Az Rpn11-gyel szemben az USP14 és az UCH37 nem mindig asszociálnak a proteaszómával. A sejtekben a proteaszómák 10–40%-a tartalmaz USP14-et. Az USP14 és az UCH37 is nagyrészt a proteaszómával aktiválódik, és csekély a saját DUB-aktivitása. Aktiválása után az USP14 gátolja a proteaszóma működését DUB-aktivitásával és párhuzamos proteaszómakonformációs átmenetek indukálásával, melyek egyike megakadályozza a szubsztrát AAA-ATPázba kerülését, melyet krioelektron-mikroszkópiával figyeltek meg. Az USP14 a proteaszómaműködést több ellenőrzőponton szabályozza, mivel katalitikusan verseng az Rpn11-gyel, és allosztérikusan módosítja az AAA-ATPáz állapotát. Ezek alapján a proteaszóma szabályzása függhet konformációs állapotai dinamikus átmenetétől.

### Kibontás és transzlokáció
Egy fehérje ubikvitinációja után a 19S ATP-dependens kötéssel felismeri. Ezután a szubsztrát bekerül a 20S alegységbe, hogy érintkezzék a proteolitikus aktív helyekkel. Mivel a 20S részecske központi csatornája szűk, és az α-alegységek N-terminusai határolják, a szubsztrátoknak bekerülés előtt legalább részben fel kell bomlaniuk. Ez a bekerülés a transzlokáció, és a dezubikvitináció után történik. Azonban a dezubikvitináció és a felbontás sorrendje nem ismert. Hogy melyik a sebességmeghatározó lépés, a szubsztráttól függ, egyes fehérjéknél a felbontás az, más fehérjéknél a dezubikvitináció. A szubsztrátok felbontásának mértéke a transzlokáció előtt feltehetően 20 aminosav a szubsztráttal rendelkező 26S proteaszóma szerkezete alapján a dezubikvitilációkompatibilis állapotban, de a jelentős harmadlagos szerkezet, és különösen a nem lokális kölcsönhatások, például a diszulfidkötések gátolják a lebontást. A kellő méretű rendezetlen szakaszok hossza feltehetően segíti a lebontás elindítását.
Az α-alegységek alkotta kapu megakadályozza a nagyjából 4 aminosavnál hosszabb peptidek bekerülését a 20S-be. A felismerés előtt kötött ATP-molekulák a transzlokáció előtt hidrolizálódnak. Míg a szerkezet felbontásához energia kell, a transzlokációhoz nem. A 26S proteaszóma képes nem hidrolizálható ATP-analóggal a felbontott fehérjéket lebontani, de felbontatlanokat nem, így az ATP-hidrolízisből származó energia szükséges a szubsztrát felbontásáhozg. A felbontott szubsztrát áthaladását a nyitott kapun a könnyített diffúzió teszi lehetővé, ha a 19S elemhez ATP köt.
A globuláris fehérjék felbontásának mechanizmusa általános, de aminosavszekvencia-függő. A hosszú glicin-alanin szekvenciák gátolják a szubsztrát felbontását gátolják, csökkentve a proteaszómás bontás hatékonyságát, részben bontott melléktermékeket feltehetően az ATP-hidrolízis és a felbontás lépései közti kapcsolat hiánya miatt. Ilyen glicin-alanin ismétlődések vannak a természetben, például a selyem fibroinjában, továbbá az Epstein–Barr-vírus egyes ilyen szakaszt tartalmazó géntermékei leállíthatják a proteaszómát, segítve a vírus terjedését az antigénprezentáció megakadályozásával a fő hisztokompatibilitási komplexen.

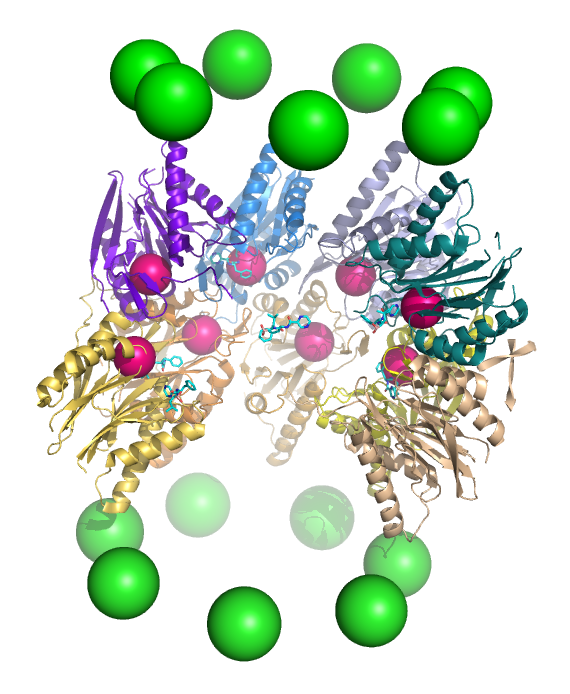
A 20S proteaszóma magja az aktív helyekkel. Az α-alegységek zölddel, a β-alegységek fehérjevázként ábrázolt polipeptidlánconként színezve. A kis rózsaszín gömbök az aktív hely treoninját mutatják. Világoskékkel az aktív helyekhez kötött bortezomib

### Proteolízis
A proteaszóma endoproteázként működik. A β-alegységek általi proteolízis mechanizmusa treonindependens nukleofil támadással történik. Ez asszociált víztől is függhet, mely deprotonálja a treonin hidroxilcsoportját. A bontás a központban történik, melyet a két β-gyűrű alkot, és nem bocsát ki részben lebontott termékeket, ehelyett rövid, 7–9 aminosavból álló polipeptidekre bontja a szubsztrátot, azonban ez élőlénytől és szubsztráttól függően 4–25 aminosav közt változhat. A termékhosszt meghatározó biokémiai mechanizmus nem teljesen ismert. Bár a 3 katalitikus β-alegység mechanizmusa közös, szubsztrátspecificitásuk eltér, ezek chimotripszin-, tripszin- és peptidil-glutamilpeptid-hidroláz-szerű (PHGH). E specificitáseltérések az aminosavakkal való atomközi érintkezések eredményei az alegységek aktív helyei közelében. A katalitikus β-alegységek a proteolízishez szükséges állandósult lizint is tartalmaznak.
Bár a proteaszóma normál esetben rövid peptidrészleteket tartalmaz, egyes esetekben ezek biológiailag aktívak és működőképesek. Egyes bizonyos gének expresszióját szabályzó transzkripciós faktorok, beleértve az NF-κB egy részét is, inaktív prekurzorként jönnek létre, melyeket az ubikvitináció, majd a proteaszomális bontás tesz aktívvá. Ez az aktivitás a szubsztrát belső proteaszomális bontását igényli a processzív helyett. A hosszú gyűrűk e fehérjéken feltehetően proteaszómaszubsztrátok, melyek középre kerülnek, míg a fehérje legnagyobb része kívül marad. Hasonló hatást figyeltek meg élesztőben is, ez a szabályzott ubikvitin/proteaszóma-dependens feldolgozás (RUP).

### Ubikvitinfüggetlen bontás
Bár a legtöbb proteaszómaszubsztrát bontás előtt ubikvitinációt igényel, ez alól vannak kivételek, különösen ha a proteaszóma normál szerepet játszik a poszttranszlációs fehérjefeldolgozásban. Az NF-κB p105 p50-re való feldolgozása és belső proteolízis révén történő aktiválása fontos példa erre. Egyes belső szerkezet nélküli régiók miatt feltehetően instabil fehérjéket is ubikvitinfüggetlenül bont. Fontos példa ubikvitinfüggetlen proteaszómaszubsztrátra az ornitin-dekarboxiláz. Ismertek ubikvitinfüggetlen sejtciklusszabályzó fehérjék is, példa erre a p53, azonban ez ubikvitindependensen is bomlik. A hibás szerkezetű vagy erősen oxidált fehérjék ubikvitin- és 19S-independensen bomlanak sejtstressz esetén.

## Evolúció

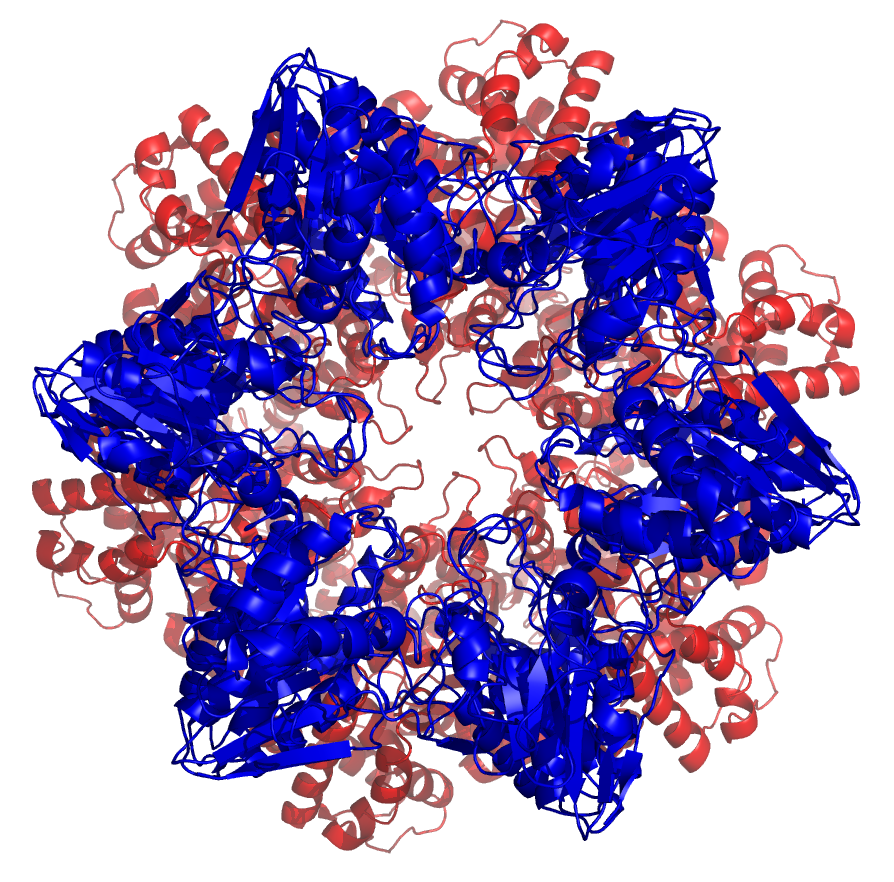
A hslV (kék) és a hslU (piros) komplexe Escherichia coliban. E hősokkprotein-komplex feltehetően a proteaszómák ősére hasonlít

A 20S proteaszóma mindenhol jelen van, és fontos az eukariótákban és az archeákban. A baktériumok Actinomycetales rendjében is vannak 20S-homológok, a legtöbb baktériumban jelen van továbbá a hslV és a hslU hősokkgén, melyek terméke kétrétegű gyűrűt és ATPázt tartalmazó multimer proteáz. A hslV feltehetően a 20S proteaszóma ősére hasonlít. Azonban a HslV nem szükséges a baktériumoknak, és nincs minden baktériumban, azonban egyes protiszták rendelkeznek a 20S és a hslV rendszerrel is. Sok baktériumban más homológok és megfelelő ATPázok is jelen vannak, például a ClpP és ClpX. Ez magyarázhatja, miért nem szükséges a HslUV-rendszer.
Szekvenciaanalízis alapján a β-alegységke a főleg szerkezeti α-nál korábban váltak szét. A 20S proteaszómát expresszáló baktériumokban a β-alegységek szekvenciái az archeákéira és eukariótákéira nagyon hasonlítanak, míg az α-alegységekéi kevésbé. A 20S proteaszómák jelenléte a baktériumokban feltehetően horizontális géntranszfer eredménye, míg az alegységek eukariótákban lévő diverzifikációja több génduplikáció miatt történt.

## Sejtciklus-irányítás
A sejtciklus előrehaladását a ciklindependens kinázok (CDK) irányítják, melyeket specifikus ciklinek aktiválnak, melyek a sejtciklus szakaszait határolják. A csak néhány percig a sejtben lévő mitotikus ciklinek élettartama az egyik legrövidebb a sejtbeli fehérjék közt. Miután egy CDK–ciklin komplex elvégezte működését, a megfelelő ciklin poliubikvitinálódik, és a proteaszóma lebontja, irányítva a sejtciklust. Például a mitózisból való kilépéshez a mitózissegítő faktorba tartozó ciklin B proteaszómadependens disszociációja kell. Gerincessejtekben a mitotikus ellenőrzőponton való, az M-fázisból való idő előtti kilépést okozó „átcsúszás”, az orsó-ellenőrzőpont általi késleltetés ellenére is megtörténhet.
A korábbi sejtciklus-ellenőrzőpontok, például a G1 és az S fázis közti posztrestrikciós ellenőrző pont ugyanígy a ciklin A bontását igényli, ennek ubikvitinációjához anafázissegítő komplex (APC) kell, mely E3-ubikvitin-ligáz. Az APC és az Skp1/Cul1/F-box fehérjekomplex (SCF komplex) a ciklinbontás és ellenőrzőpont-irányítás két fontos szabályzója, az APC az adaptorprotein Skp2 ubikvitinációjával irányítja az SCF komplexet, megakadályozva annak aktivitását a G1–S átmenet előtt.
A 19S részecske egyes tagjainak is saját szabályzószerepük van. Az onkoprotein gankirin egyike a 19S alkomponenseinek, mely erősen köti a CDK4-et, és fontos az ubikvitil-p53 felismerésében az MDM2 ubikvitinligázhoz való affinitása révén. A gankirin antiapoptotikus, és egyes tumorok, például a májsejtes karcinóma túlexpresszálják.
Az eukariótákhoz hasonlóan egyes archeák is a proteaszómával irányítják sejtciklusukat az ESCRT-III-mediált sejtosztódás irányításával.

### Növénynövekedés-szabályzás
A növényekben az auxinok általi jelzés számos transzkripciósfaktor-represszor proteaszomális bontásra való jelölését indukálja. Ezeket az SCFTIR1 (az SCF és a TIR1 auxinreceptor komplexe) ubikvitinálják. Az Aux/IAA-fehérjék bomlása derepresszálja az auxinválasz-faktor (ARF) család transzkripciós faktorait, és indukálja az ARF-irányított génexpressziót. Hatásai függnek a növény típusától és fejlődési szakaszától, de fontosak a gyökerek és a levélerek növekedésének irányításában. Az ARF-derepressziós választ feltehetően az ARF- és Aux/IAA-fehérjék kapcsolódási specificitása mediálja.

### Apoptózis
A belső és külső jelzések is apoptózisindukcióhoz vezethetnek. A sejtalkotók ily lebontását elsősorban speciális proteázok, a kaszpázok végzik, de a proteaszóma fontos az apoptózisban is. A proteaszóma részvételét e folyamatban a nagyobb fehérjeubikvitináció és E1-, E2- és E3-koncentráció mutatják, melyek az apoptózis előtt jóval láthatók. Az apoptózis során a magi proteaszómák a külső membrán blebjeihez transzlokálnak.
A proteaszómagátlás az apoptózisindukción különböző sejttípusokban eltérően hat. Általában nem szükséges a proteaszóma az apoptózishoz, de gátlása a legtöbb tanulmányozott sejttípusban proapoptotikus. Az apoptózist a növekedéssegítő sejtciklusfehérjék bomlásának zavara mediálja. Azonban egyes sejtvonalakban – például kvieszcens és differenciált sejtek, például timociták és neuronok – primer kultúrájában a proteaszómagátlás akadályozza az apoptózist. Ennek mechanizmusa nem ismert, de feltehetően csak kvieszcens állapotú sejtekre jellemző, vagy a JNK proapoptotikus kináz eltérő aktivitása okozhatja. A proteaszómagátlók gyorsan osztódó sejtekben történő apoptózisokozása néhány újabb kemoterápiás szerben, például a bortezomibban és a szalinosporamid A-ban használatos.

## Sejtstresszre adott válasz
Sejtstresszekre – például fertőzésre, hősokkra vagy oxidatív stresszre – válaszolva a hibás szerkezetű fehérjéket azonosító és proteaszomális bontásra jelölő hősokkproteinek expresszálódnak. A Hsp27 és a Hsp90 chaperonok is összefüggnek az ubikvitin-proteaszóma rendszer aktivitásának növelésében, bár nem közvetlen résztvevők. A Hsp70 ezzel szemben a kitett hidrofób részekhez köt a hibás fehérjék felszínén, és E3 ubikvitinligázokat, például CHIP-et aktivál a fehérjék proteaszomális bontásra való jelöléséhez. A CHIP-et (Hsp70-kölcsönhatófehérje karboxilterminusa) arotein) az E3 enzim és az E2 kötőpartner közti kölcsönhatások szabályozzák.
Hasonló mechanizmusok segítik az oxidatívan sérült fehérjék lebontását a proteaszóma-rendszer révén. A magi proteaszómákat a PARP szabályozza, és a nem megfelelően oxidált hisztonokat bontják le. A gyakran nagy amorf aggregátumokat alkotó oxidált fehérjéket közvetlenül a 20S mag bonthatja le a 19S szabályzóelem nélkül, és nem igényelnek ATP-hidrolízist vagy ubikvitines jelölést. Azonban a nagymértékű oxidatív károsodás növeli a fehérjerészek közti keresztkötések kialakulását, proteolízissel szemben ellenállóvá téve őket. Az ilyen oxidált aggregátumok nagyobb mennyisége összefügg az öregedéssel.
Az ubikvitin-proteaszóma rendszer hibás szabályzása számos idegrendszeri betegségben közreműködhet. Agytumorokhoz (például asztrocitóma) vezethet. Néhány késői megjelenésű neurodegeneratív betegség, melyek közös jellemzői a hibás fehérjék, például a Parkinson-kór és az Alzheimer-kór, nagy oldhatatlan hibásfehérje-aggregátumok jöhetnek létre, melyek neurotoxicitást okozhatnak ismeretlen mechanizmus miatt. A csökkent proteaszómaaktivitás lehet az aggregátumok és Lewy-testek keletkezésének oka a Parkinson-kórban. Ezt támasztja alá, hogy a Parkinson-kór élesztőmodelljei érzékenyebbek az α-szinuklein, a Lewy-testek legfőbb összetevője toxicitására alacsony proteaszómaaktivitás esetén. Szintén ez okozhatja az autizmus-spektrumzavart és bizonyos izom- és idegrendszeri betegségeket, például az inklúziós testes miopátiát.

## Az immunitásban
A proteaszóma szerepe egyszerű, de fontos az adaptív immunitásban. A peptidantigéneket a fő hisztokompatibilitási komplex I. osztályú fehérjéi mutatják az antigénprezentáló sejtekben. Ezek a patogén proteaszomális bontásának termékei. Bár a kis mennyiségben expresszált proteaszómák részt vehetnek e folyamatban, egy speciális fehérjekomplex, melynek expresszióját a γ-interferon indukálja, az MHC-kötéshez optimális méretű és összetételű peptidek elsődleges termelője. E fehérjék, melyek expressziója immunválasz során megnő, például a 11S szabályzófehérje, mely szabályozza az MHC-ligandum-termelést, valamint a β1i, a β2i és a β5i egységek. Ezenk az immunproteaszómát alkotják. Egy másik β5i-variánst, a β5t-t a csecsemőmirigy expresszál (timoproteaszóma), de funkciója ismeretlen.
Az MHC I-hez való kötés ereje függ a ligandum C-terminális összetételétől, mivel a peptidek hidrogénkötéssel és a B-üreggel való közeli érintkezésekkel kötnek az MHC felszínén. Sok MHC I-allél preferálja a hidrofób C-terminális aminosavakat, és az immunproteaszóma nagyobb valószínűséggel hoz létre hidrofób C-terminusokat.
Az aktív NF-κB létrehozásában való fontossága miatt a proteaszómák aktivitása összefügg a gyulladásos és az autoimmun betegségekkel. A nagyobb proteaszómaaktivitás összefügg a betegségek aktivitásával és az autoimmun betegségekkel, például a szisztémás lupusszal és a reumatoid arthritisszel.
A proteaszóma fontos az antitesthez kötött virionok sejten belüli antitestmediált proteolízisében. Ekkor a TRIM21 immunglobulin G-hez köt, a viriont a proteaszómához irányítva, ahol az lebomlik.

## Proteaszómagátlók

A mielóma multiplex ellen gyakran hatásos bortezomib szerkezete

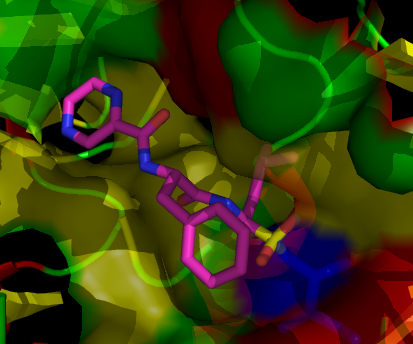
Élesztő-proteaszóma magjához kötött bortezomib. A bortezomib középen elem szerint színezve (rózsaszín: szén, kék: nitrogén, piros: oxigén, bór: sárga), körülötte a helyi fehérjefelszínnel. A kék pont a katalitikus treonin, melynek aktivitását gátolja a bortezomib.

A proteaszómagátlók fontos tumorellenes aktivitással rendelkeznek sejttenyészetben a növekedést segítő sejtciklusfehérjék bontását megzavarva apoptózist okoznak bennük. E szelektív apoptózisindukció hatékonynak bizonyult állatmodellben és humán kísérletekben is.
A laktacisztin, a Streptomyces baktériumok által szintetizált természetes termék volt az első ismert nem peptid proteaszómagátló, és gyakran használják biokémiai és sejtbiológiai kutatásokban. A laktacisztint a Myogenics/Proscript szabadalmaztatta, melyet a Millennium Pharmaceuticals vásárolt fel, mely a Takeda Pharmaceuticals része. A laktacisztin a proteaszóma katalitikus β-alegységeinek, különösen a proteaszóma chimotripszinszerű aktivitásáért felelős β5 N-terminális treoninját módosítja. Ez alapján a proteaszóma treoninproteáz.
A bortezomib (boronált MG132), melyet a Millennium Pharmaceuticals fejlesztett ki, és Velcade néven forgalmaz, az első kemoterápiás anyagként klinikailag használt proteaszómagátló. A mielóma multiplex kezelésére használják. A mielóma multiplex nagyobb proteaszómaeredetűpeptid-szintet okoz a vérszérumban, mely sikeres kemoterápia esetén normál értékre csökken. Állatkísérletek igazolták, hogy a bortezomib klinikailag jelentős hatással rendelkezik hasnyálmirigyrákban. Pre- és korai klinikai kutatásokban vizsgálták a bortezomib hatásosságát más B-sejt-alapú rákokban, különös tekintettel néhány nem Hodgkin-limfóma-típusra. A klinikai eredmények megerősítik a proteaszómagátló kemoterápiával való együttes használatát B-sejtes akut limfoblasztos leukémiában. A proteaszómagátlók képesek glükokortikoid-rezisztens leukémiasejt-tenyészeteket elölni.
A ritonavir proteázgátló, melyet HIV-fertőzés ellen használtak. Azonban kimutatták, hogy a proteaszómák chimotripszinszerű aktivitását gátolja, míg a tripszinszerűt kissé erősíti. Állatkísérletek szerint a ritonavir gátolhatja a gliomasejtek növekedését.
A proteaszómagátlók ezenkívül autoimmun betegségek kezelésében is hasznosak lehetnek. Például humán bőrgraftokkal rendelkező egerekben kisebbek lettek a pszoriázisos léziók proteaszómagátlóval való kezelés után. Ezenkívül az asztma rágcsálómodelljeiben is hasznosnak bizonyultak.
A proteaszóma jelölése és gátlása fontos ezenkívül a proteaszómaaktivitás in vitro és in vivo tanulmányozásában is. A leggyakrabban használt gátlók a laktacisztin és a Goldberg laboratórium által fejlesztett MG132. Fluoreszcens gátlókat is létrehoztak a proteaszóma aktív helyeinek megjelölésére.

## Klinikai jelentőség
A proteaszóma és alegységei legalább 2 okból fontosak klinikailag:
1. a hibás komplex vagy a rosszul működő proteaszóma bizonyos betegségekkel összefügg,
2. felhasználhatók gyógyszercélpontként terápiás beavatkozásokban. 2009-től további kísérleteket végeztek a proteaszóma vizsgálatához új diagnosztikai markerek és stratégiák fejlesztésében. A proteaszómák patofiziológiájának jobb megértése klinikailag használható gyógyszerekhez vezethet.

A proteaszómák az ubikvitin-proteaszóma rendszer és a megfelelő fehérjeminőség-ellenőrzés fontos részei. A fehérjeubikvitináció és a proteolízis fontosak a sejtciklus, a sejtnövekedés és -differenciáció, a géntranszkripció, a jeltranszdukció és az apoptózis terén. A hibás proteaszómák csökkent proteolízishez és a hibás fehérjék növekedéséhez vezet, mely közreműködhet neurodegeneratív, cardiovascularis, gyulladásos és autoimmun betegségekben szisztémás DNS-károsodási válaszokhoz és daganatokhoz.
A hibás UPS összefügg számos neuro- és miodegeneratív betegséggel, például az Alzheimer-kórral, a Parkinson-kórral, a Pick-kórral, az amiotrófiás laterálszklerózissal, a Huntington-kórral, a Creutzfeldt–Jakob-kórral és más mozgatóideg-, poliglutamin-betegségekkel (poliQ), izomdisztrófiákkal és néhány demenciával összefüggő ritka neurodegeneratív betegséggel. Az UPS részeként a proteaszóma fenntartja a szív fehérje-homeosztázisát, így fontos a szív ischaemiás sérülése, ventricularis hipertrófia és szívelégtelenség esetén. Ezenkívül az UPS fontos a malignus átalakulásban. Az UPS-proteolízis a ráksejtek rák kialakulásához szükséges stimulációs jeleiben fontos, melyek a rák kialakulásához fontosak. Ennek megfelelően a transzkripciós faktorok, például a p53, a c-jun, a c-Fos, az NF-κB, a MYC, a HIF-1α, a MATα2, a STAT3, a szterolszabályzottelem-kötő fehérjék és az androgénreceptorok bomlását is az UPS szabályozza, így érintettek bizonyos ráktípusokban. Ezenkívül a tumorszupresszorgén-termékeket, például az adenomatosus polyposis colit (APC) colorectalis rák és a von Hippel–Lindau-tumorszupresszort (VHL) retinoblasztóma esetén, valamint számos protoonkogént (Raf, Myc, MYB, Rel, Src, MOS, ABL). Ezenkívül befolyásolja a gyulladásos válaszokat is. Ezt elsősorban az NF-κB-aktivációnak tulajdonítják, segítve a proinflammatiós citokinek, például a TNF-α, az IL-β, az IL-8, az adhéziós fehérjék (ICAM-1, VCAM-1, P-szelektin), a prosztaglandinok és a nitrogén-monoxid (NO) termelését. Ezenkívül da leukocitaproliferációt is segíti, legfőképp a ciklinek és a CDK-gátlók bontása révén. Végül a szisztémás lupusos, Sjögren-szindrómás és a reumatoid arthritises (RA) betegekben elsősorban a vérkeringésben lévő proteaszómák klinikai biomarkerek.

## Fordítás
Ez a szócikk részben vagy egészben  a   Proteasome című angol Wikipédia-szócikk ezen változatának fordításán alapul.  Az eredeti cikk szerkesztőit annak laptörténete sorolja fel. Ez a jelzés csupán a megfogalmazás eredetét és a szerzői jogokat jelzi, nem szolgál a cikkben szereplő információk forrásmegjelöléseként.